# Receptori fibroblastnih faktora rasta
Receptori fibroblastnih faktora rasta su receptori za koje se vezuju članovi familije fibroblastnih faktora rasta. Pojedini receptori ove grupe učestvuju u patološkim procesima. Na primer, jednonukleotidna mutacija u FGFR3 može da dovede do ahondroplazije.

## Strukture
Receptori fibroblastnih faktora rasta se sastoje od ćelijskog ligandnog domena sa tri imunoglobulinu slična domena, jednoprolaznog transmembranskog heliksnog domena, i intracelularnog domena sa tirozinskom kinaznom aktivnošću. Ovi receptori vezuju fibroblastne faktore rasta, članove najveće familije liganda faktora rasta, koja se sastoji od 22 člana.
Prirodno alternativno splajsovanje četiri gena receptora fibroblastnih faktora rasta (FGFR) dovodi do produkcije preko 48 različitih izoformi FGFR. Te izoforme variraju po njihovim sposobnostima vezivanja ligandi i kinaznim domenima, mada svi imaju zajednički ekstracelularni region koji se sastoji od tri imunoglobulinu (Ig) slična domena (D1-D3), i stoga pripadaju imunoglobulskog superfamiliji.

## Geni
Do sada je identifikovano pet distinktnih membranskih FGFR proteina kod kičmenjaka i svi oni pripadaju superfamiliji tirozinskih kinaza (FGFR1 do FGFR4).
- (vidi još Receptor fibroblastnog faktora rasta 1) (= CD331)
- (vidi još Receptor fibroblastnog faktora rasta 2) (= CD332)
- (vidi još Receptor fibroblastnog faktora rasta 3) (= CD333)
- (vidi još Receptor fibroblastnog faktora rasta 4) (= CD334)
- (vidi još Receptor sličan fibroblastnom faktoru rasta 1)

## Spoljašnje veze
- GeneReviews/NIH/NCBI/UW entry on FGFR-Related Craniosynostosis Syndromes
- FGF signaling (with refs)